# Novembre 1824

## Événements
- 5 novembre : création du Rensselaer Polytechnic Institute, première école scientifique technique de formation d’ingénieurs aux États-Unis.

- 15 novembre : le Territoire de l'Arkansas est réduit, sa partie ouest devenant non-organisée[1].

- 22 novembre : création de la Fédération des Provinces unies d'Amérique centrale (Honduras, Salvador, Nicaragua, Costa Rica et Guatemala).

## Naissances
- 9 novembre : Arthur Hay (mort en 1878), militaire et ornithologue écossais.
- 21 novembre : Hieronimus Theodor Richter (mort en 1898), chimiste allemand.
- 30 novembre : Johan Hendrik Weissenbruch, peintre néerlandais († 14 mars 1903).

## Décès
- 18 novembre : François Levaillant (né en 1753), explorateur, collectionneur et ornithologue français.